# Nowielin
Nowielin (deutsch Naulin) ist ein Dorf in der Woiwodschaft Westpommern in Polen. Es gehört zur Gmina Pyrzyce (Gemeinde Pyritz)  im Powiat Pyrzycki (Pyritzer Kreis).

## Geographische Lage
Das Dorf liegt in Hinterpommern, etwa 40 Kilometer südöstlich von Stettin und knapp 4 Kilometer südlich der Stadtmitte der Kreisstadt Pyritz.

## Geschichte
Das Dorf wurde urkundlich erstmals im Jahre 1240 im Herzogtum Pommern genannt. Damals einigten sich Herzog Barnim I. von Pommern und Bischof Konrad III. von Cammin auf ein großes Tauschgeschäft, bei dem der Herzog den Bischofszehnten von 1800 Hufen Land zu Lehen nahm, darunter von 50 Hufen in dem damals „Neulin“ genannten Dorf.
Der größere Teil von Naulin war ein Lehen der neumärkischen adligen Familie von Hagen. Möglicherweise ist bereits eine Nachricht von 1315 hierauf zu beziehen; jedenfalls wurde 1409 ein Hans von Hagen als Besitzer von Naulin genannt. Später wurden die Anteile Naulin (a) und Naulin (b) unterschieden. Unter den Besitzern von Naulin (a) war der Generalmajor Hans Joachim von Hagen († 1701). Naulin (a) wurde 1749 durch Philipp Sigismund von Hagen nach außerhalb der Familie verkauft. 1770 erwarb ein Hauptmann Samuel Friedrich von Schaetzel (aus der pommerschen adligen Familie von Schaetzel) Naulin (a). Unter den Besitzern von Naulin (b) waren Thido Christoph von Hagen, Landrat des Soldinschen Kreises, und dessen Sohn, der Oberst Hans Siegmund von Hagen. Dessen Erbe verkaufte 1779 Naulin (b) an Samuel Friedrich von Schaetzel.
Ein kleinerer Teil von Naulin war ein Lehen des Johanniterordens. Dieser Anteil, auch als Naulin (c) bezeichnet, bestand aus zwei Bauern. Er war ab 1595 ein Afterlehen der von Hagen und kam 1779 ebenfalls an Samuel Friedrich von Schaetzel, der damit die Anteile Naulin (a), Naulin (b) und Naulin (c) in seiner Hand vereinte. Ein weiterer kleinerer Teil von Naulin, bestehend aus zwei Bauern und einem Halbbauern, gehörte der Mauritiuskirche in Pyritz.
Naulin gehörte teils zum Herzogtum Pommern, teils zur Neumark. 1780 wurde es hinsichtlich der Gerichtsbarkeit insgesamt Pommern zugeordnet, 1816 auch hinsichtlich der Verwaltung.
In Ludwig Wilhelm Brüggemanns Ausführlicher Beschreibung des gegenwärtigen Zustandes des Königlich-Preußischen Herzogtums Vor- und Hinterpommern (1784) ist Naulin unter den adeligen Gütern des Pyritzschen Kreises aufgeführt. Damals gab es hier zwei Vorwerke, welche zu einem vereinigt waren, eine Wassermühle, neun Bauern, zwölf Kossäten, eine Schmiede und einen Schulmeister, insgesamt 28 Haushaltungen („Feuerstellen“). Die Kirche war eine Filialkirche, die der Mutterkirche in Köselitz zugeordnet war.
Die Schaetzelschen Erben verkauften ganz Naulin 1837 an Eduard Ferdinand Wendorff, nach dessen Tod es 1859 seine Witwe erbte.
Ab dem 19. Jahrhundert bestanden der politische Gutsbezirk Naulin und die Landgemeinde Naulin nebeneinander. Im Jahre 1910 zählte der Gutsbezirk Naulin 218 Einwohner, die Landgemeinde Naulin 129 Einwohner. Später wurde der Gutsbezirk in die Landgemeinde eingemeindet.
Vor 1945 bildete Naulin eine Landgemeinde im Kreis Pyritz der preußischen Provinz Pommern. Zur Landgemeinde gehörte neben Naulin der Wohnplatz Eisenbahnhaltestelle Naulin.
Nach dem Zweiten Weltkrieg kam Naulin, wie ganz Hinterpommern, an Polen. Die Bevölkerung wurde durch Polen ersetzt. Der Ortsname wurde zu „Nowielin“ polonisiert.

## Einwohner
| Jahr0 | Einwohnerzahl |
| ----- | ------------- |
| 1925  | 00517         |
| 1939  | 00384         |
| 2006  | 00481         |

## Baudenkmäler
- Dorfkirche Nowielin, 13. Jh. und um 1500
- Ruine des Herrensitzes, erbaut um 1790